# Ossum-Bösinghoven
Ossum-Bösinghoven ist einer von acht Stadtteilen der aufgrund der Gemeindegebietsreform gegründeten Stadt Meerbusch.
Er liegt im nordwestlichen Bereich der Stadt an der Grenze zu Krefeld-Oppum. In Ossum-Bösinghoven leben 2.312 Einwohner (Stand: 2021) auf einer Fläche von rund 503 ha. Durch Ossum-Bösinghoven verläuft die Autobahn 57. Westlich der Autobahn liegt der größere Teil Bösinghoven, östlich liegt der wesentlich ältere Teil Ossum.

## Geographie
Ossum-Bösinghoven liegt am nordwestlichen Rand des Meerbuscher Stadtgebietes an der Grenze zu Krefeld:
|                  | Krefeld-Oppum                               |                       |
| Krefeld-Fischeln | Kompassrose, die auf Nachbargemeinden zeigt | Lank-Latum            |
| Osterath         |                                             | Schloss Pesch, Strümp |

Das gesamte Ortsgebiet liegt auf einer Flussterrasse des Niederrheines (Niederrheinische Bucht) und ist sehr flach.
Östlich von Ossum-Bösinghoven erstrecken sich zwei größere Waldgebiete (vielfach feuchte Bruchwälder): Der Latumer Bruch im Nordosten und der Herrenbusch im Nordwesten (zu Schloss Pesch).

## Geschichte
Von 1392 bis 1794 gehörten Ossum und Bösinghoven zum kurkölnischen Amte Linn.      
Ossum-Bösinghoven wurde am 1. Januar 1970 nach Meerbusch eingemeindet.
Der Landtag von Nordrhein-Westfalen beschloss 1974 die Auflösung der Stadt Meerbusch und die Aufteilung von Ossum-Bösinghoven auf die Städte Krefeld (Hauptteil) und Düsseldorf. Die Stadt Meerbusch erwirkte jedoch beim Verfassungsgericht in Münster die Aussetzung des Auflösungsbeschlusses. Der Landtag von Nordrhein-Westfalen bestätigte daraufhin 1976 die Existenz der Stadt Meerbusch.

## Kultur und Sehenswürdigkeiten

### Bauwerke

#### Kath. KircheSt. PankratiusOssum
Im Ortsteil Ossum steht die Kapelle St. Pankratius. Der Mitteltrakt aus dem 11. Jahrhundert ist das älteste original erhaltene Kirchenschiff in Meerbusch und wurde aus 1 m dickem Eifeler Tuffstein gebaut. Die älteste Inneneinrichtung der Kapelle sind die dunklen Bänke des mittleren Teils, die auf das Jahr 1744 zurückgehen.
1868 wurde die Kapelle durch den Anbau eines Chors und 1911 mit einem Glockenturm erweitert. Die Glocke selbst stammt aus dem Jahr 1649 und trägt die Inschrift „SANCTA MARIA ORA PRO NOBIS, NICOLAS UNCKEL GUSZ MICH 1649“ („Heilige Maria, bete für uns, Nicolas (Nikolaus) Unckel goss mich 1649“). Das Rektorat rechts neben der Kapelle wurde 1937/1938 erbaut. Die heutige Sakristei wurde nach dem Abriss der alten im Jahr 1941 errichtet. Die aus der Lanker Kirche stammende Uhr über der Eingangstür wurde 2001 nach einer großzügigen Spende elektrifiziert. Der Eingangsbereich wurde 2003 neu gestaltet.

#### Kriegerdenkmal
1921 errichtetes Denkmal für die Toten des Ersten Weltkrieges, steht heute unter Denkmalschutz.

#### Haus Gripswald
Südlich von Ossum liegt am Rand des Herrenbuschs das alte Herrenhaus Gripswald. Es besteht aus einem zweigeschossigen Haupthaus mit angesetztem Rundturm. In der Fassade des Turms wurden oben romanische Doppelsäulen eingesetzt, die vom Kloster Knechtsteden bei Dormagen stammen.
Das Haus wurde im 13. Jahrhundert erstmals erwähnt, 1422 zum Lehnsgut erhoben und blieb bis zur Säkularisation in kurfürstlichem Besitz. Im 19. Jahrhundert kam das Gutshaus in den Besitz der Adelsfamilie von Arenberg, der auch das benachbarte Schloss Pesch (siehe unten) gehörte.

#### Gripswalder Matronensteine
Die in der Nähe des Hauses Gripswald im Jahre 1863 gefundenen römischen Matronensteine befinden sich heute im Rheinischen Landesmuseum in Bonn. Eine Kopie steht vor der Kirche St. Pankratius.

#### Schloss Pesch
Südöstlich von Ossum-Bösinghoven, an der L 386 auf halbem Weg in Richtung Strümp, liegt in einer weitläufigen Parkanlage das Schloss Pesch, ein ehemaliges Jagdschloss der Herzöge von Arenberg. Schloss und Park sind in Privatbesitz und nicht zu besichtigen.

#### Geismühle
Am nordöstlichen Ortsrand befindet sich die Geismühle, eine etwa 700 Jahre alte Turm-Holländer-Windmühle. Obwohl die Mühle erheblich näher an Bösinghoven als an Oppum liegt, gehört sie zu Krefeld.

#### Weilerhof
Südlich der eigentlichen Dörfer Bösinghoven und Ossum befindet sich die 1766 errichtete vierflügelige Backsteinhofanlage an der Stelle eines seit dem frühen Mittelalter bekannten Hofs. Der Weilerhof steht unter Denkmalschutz.

#### Haus Radong
Auf dem Wege zwischen Bösinghoven und Osterath liegt das denkmalgeschützte Haus Radong. Die geschlossene vierseitige Hofanlage wurde 1859 von dem Krefelder Industriellen Jakob Herbertz erbaut.

### Ehemals zu Ossum gehörende Bauwerke

#### Damengut der Johanniterkommende zu Duisburg
1554 verpachtet die Johanniterkommende zu Duisburg ein bei Ossum gelegenes „Damengut“ an Johann von Mero(e)de. Ein Bauwerk mit dem Namen „Damen Gut“ existiert bis heute im benachbarten Krefeld-Fischeln.

## Sport
In Ossum-Bösinghoven sind folgende Sportvereine ansässig:
- Der TSV Meerbusch unterhält am nordöstlichen Ortsrand von Bösinghoven ein Sportgelände und bietet u.a Aktivitäten in den Disziplinen Fußball, Gymnastik, Badminton, Karate, Laufen an. Der Verein hat rund 2500 Mitglieder
- Die St. Pankratius Schützenbruderschaft Ossum-Bösinghoven 1757 e. V. bietet regelmäßig Aktivitäten im Sportschießen.[9]

## Wirtschaft und Infrastruktur

### Verkehr
Ossum-Bösinghoven liegt in der Nähe des Autobahnkreuzes Meerbusch, wo sich die Autobahnen A 44 (in Ost-West-Richtung) und A 57 (in Nord-Süd-Richtung) kreuzen.
Die in unmittelbarer Nähe liegende Autobahnraststätte Geismühle ist keine Autobahnanschlussstelle. An die A 44 ist Ossum-Bösinghoven indirekt über die Anschlussstellen Lank-Latum und Krefeld-Fischeln angebunden, an die A 57 indirekt über die Anschlussstelle Krefeld-Oppum.
Am westlichen Ortsrand verläuft ohne Haltestelle die Linksniederrheinische Strecke der Deutschen Bahn zwischen Meerbusch-Osterath und Krefeld.
Busse verbinden Ossum-Bösinghoven mit den anderen Meerbuscher Stadtteilen und Krefeld-Oppum.

### Bildung
Die einzige in Ossum-Bösinghoven angebotene Bildungseinrichtung ist der Kindergarten Elterninitiative Kindergarten 71 e. V.  Der ehemalige Standort im Gebäudekomplex mit dem TSV Meerbusch e. V. und der Freiwilligen Feuerwehr Bösinghoven wurde zu einer Flüchtlingsunterkunft umgebaut. Der städtische Kindergarten Am Nussbaum existiert nicht mehr.